# 乔石
乔石（1924年12月24日—2015年6月14日），原名蒋志彤，浙江定海人，出生于上海市，中国共产党和中华人民共和国政治人物，原正国级领导人。曾担任中共中央书记处书记、中共中央纪委书记、中共中央政法委书记、中央政治局常委、第八届全国人大常委会委员长等要职。他被外界视为党内的偏改革派。在六四事件中，他立场中立。法轮功事件中，他与江泽民意见产生分歧。

## 生平

### 早年生活
蒋志彤1924年12月24日生于上海，家有四兄妹，母亲为纱厂女工，父亲为小职员。1940年8月在光华大学附中从事抗日地下工作时加入中国共产党改名蒋乔石，后在华东联合大学从事地下中共活动时，去蒋名乔石。

### 抗战时期
就读中学的乔石於1940年8月加入了中国共产党，并参与中共学生地下党的工作；曾先后在上海南方中學（今上海市敬业中学），光华大学附中（今华东师大一附中）担任学校地下党支部书记。大学就读于华东联合大学文学系。国共内战时期任同济大学地下党总支部书记、上海地下党学委总交通等职，领导学生运动。
1952年與翁郁文結婚。

### 中华人民共和国成立后
1954年至1962年，乔石曾在鞍山钢铁建设公司工作，担任鞍山钢铁公司技术处处长。之后在酒泉钢铁公司担任设计院院长兼钢铁研究院院长，后升任酒泉钢铁公司陕西工程管理处党委书记等职位。1962至1963年，在中共中央高级党校理论班学习。

### 文化大革命时期
1965年起十年文化大革命期間，喬石因為與陈布雷的关系而受殘酷迫害，遭隔離審查和拘禁，兩次下放五七幹校。

### 改革开放时期
乔石是中国共产党内的国际问题专家，1963年至1982年任中共中央对外联络部研究员，副局长，局长，副部长。1982年任中共中央对外联络部部长，中共中央书记处候补书记。1983年任中共中央办公厅主任，1984年中共中央组织部部长。
1985年俞強聲事件后，接替被撤职的陈丕显任中共中央政治局委员、中央书记处书记、中央政法委员会书记，负责全国政法和治安、情报、司法工作。1986年，兼任國務院副總理。1987年11月2日，62岁的乔石在中共十三届一中全会当选中共中央政治局常委（排名第三）、中央书记处书记、中纪委书记保留中央政法委员会书记职务，成为正国级领导人，在党内排名仅次于总书记赵紫阳和总理李鹏。
1989年兼任中共中央党校校长。

### “六四”时期
在六四天安门事件，五常委中李鹏和姚依林支持出兵镇压，赵紫阳和胡启立反对，乔石中立。香港科技大学社会学教授丁学良表示，乔石虽对学生民主运动持同情态度，但在邓小平、李鹏等人强硬政策下，他选择沉默，“因为乔石在关键时候尽力阻止使用军队来镇压学生的抗议。当然最后他要服从党的决定。但是他明确地表示不赞成镇压做法。”1989年6月24日，在中共十三届四中全会，乔石在改组后的中共中央政治局常委会继续位列第三。

### 南巡时期
邓小平南巡后，1992年3月2日，乔石在中央党校发表《学习邓小平同志南方重要谈话，加快我国建设和改革步伐》讲话，一时间很多人相信政治局常委会排名第一和第二的江泽民和李鹏的位置将被会乔石和朱镕基分别取代，“江落石出”说法甚嚣尘上。江泽民、陈云表态支持南巡讲话精神后，才保得人事稳定。
1992年10月19日，乔石在中共十四届一中全会连任中共中央政治局常委，党内排名维持第三位，仅次于总书记江泽民和总理李鹏。乔石随后不再兼任中共中央纪委书记和中央政法委书记等职务。

### 全国人大时期
1993年3月，乔石接替万里出任第八届全国人大常委会委员长。任內通過憲法修正案，把加快經濟立法作為第一要務，推出一批重要經濟法律，初步形成「社會主義市場經濟」法律體系框架。同时乔石任内全国人大废除刑法中颇具争议的流氓罪、反革命罪和投机倒把罪等口袋罪，并废除收容审查制度。

### 退休
1997年9月19日，72岁的乔石因为年龄原因在中共十五届一中全会卸任中共中央政治局常委，并在1998年3月卸任全国人大常委会委员长的职务后退休，由时任中共中央政治局常委、国务院总理李鹏接任。

### 逝世
2015年6月14日上午7时8分，喬石因病医治无效在北京醫院逝世，享年90岁。中共官方发布的讣告如下：
|  | 中国共产党中央委员会、中华人民共和国全国人民代表大会常务委员会、中华人民共和国国务院、中国人民政治协商会议全国委员会沉痛宣告： 中国共产党的优秀党员，久经考验的忠诚的共产主义战士，杰出的无产阶级革命家、政治家，党和国家的卓越领导人，中国共产党第十三届、十四届中央政治局常委，中央纪律检查委员会原书记，第八届全国人民代表大会常务委员会委员长乔石同志，因病医治无效，于2015年6月14日7时08分在北京逝世，享年91岁。 |

乔石的遗体于6月19日火化，当天天安门、新华门、人民大会堂、外交部以及各省、自治区、直辖市党委、政府所在地，香港特别行政区、澳门特别行政区，各边境口岸、对外海空港口，中国驻外使领馆下半旗志哀。同日告别仪式在北京举行，习近平、李克强、张德江、俞正声、刘云山、王岐山和胡锦涛等党和国家领导人出席他的告别仪式。
2024年12月16日，纪念乔石诞辰100周年座谈会举行，习近平在会上发表讲话。

## 任职
- 中共中央对外联络部部长（1982年4月－1983年7月）
- 中共中央办公厅主任（1983年6月－1984年4月）
- 中共中央组织部部长（1984年4月－1985年7月）
- 中共中央书记处候补书记、书记（1982年9月－1992年10月）
- 中共中央政法委员会书记（1985年7月－1992年11月）
- 中国共产党中央纪律检查委员会书记（1987年11月－1992年10月）
- 中共中央党校校长（1989年3月－1993年2月）
- 中央社会治安综合治理委员会主任（1991年3月－1993年3月）
- 國務院副總理（1986年4月－1988年4月）
- 中共中央政治局委员（1985年9月－1987年11月）
- 中共中央政治局常委（1987年11月－1997年9月）
- 第八届全国人大常委会委员长（1993年3月－1998年3月）

## 家庭
- 父亲：蒋信贤
- 母亲：胡阿英
- 妻子：翁郁文，父親翁祖望曾為國民黨元老陳布雷的機要秘書[18]，母親陳若希為陳布雷的五妹。育有两子两女。[19]
- 儿子：蒋小明，赛博国际有限公司董事长及创办人。儿媳：周进
- 女儿：乔凌
- 儿子：乔小东
- 女儿：乔晓溪，从事医学基础科研和教学。

## 榮譽与著作
荣誉
- 1996年4月被古巴哈瓦那市政府授予“荣誉市民”称号。
- 1996年4月被加拿大里贾纳大学授予名誉法学博士学位。

著作
- 《乔石谈民主与法制》上下册，2012年人民出版社
- 《乔石谈改革与发展》2017年人民出版社
- 《乔石谈党风与党建》2017年人民出版社
- 《乔石文集》2025年人民出版社[20]

## 影响与评价

### 正面
- 中共中央、国务院、全国人大、全国政协在乔石逝世后发布的讣告中称，“乔石同志的一生，是革命的一生、战斗的一生、光辉的一生，是追求真理、追求进步、为共产主义事业奋斗的一生。在70多年的革命生涯中，他对共产主义崇高理想坚贞不渝，对党和人民无限忠诚，对革命、建设和改革事业鞠躬尽瘁。”[14]
- 前国务院副总理田纪云评价他：“工作稳重，为人厚道，光明磊落”。[21]

### 负面
- 西班牙最高法院於2013年11月19日對喬石以及中共中央原總書記江澤民、国务院原總理李鵬等其他4個前中國領導人發出逮捕令，指控5人涉嫌“在中國對西藏進行鎮壓罪行”[22]。

### 其他
- 中国当代问题专家、旅美学者程晓农说：“乔石其实是一个温和的技术官僚，他一直兢兢业业地在他的工作岗位上做事情”；“乔石讲的所有司法观念都是在现在的政治体制范围内的，他并没有什么独特的见解。”
- 普林斯顿大学中国学社执行主席陈奎德表示：在中国政治领导人中，乔石算是比较开明的，可是在重大事件上，他都是回应主流，即中共中央的决定。他在六四天安门事件上，虽然开始立场比较摇摆、中立，可是最后还是投了邓小平的票。在镇压法轮功问题上，乔石和江泽民的意见大为不同。[23]